# Three Dog Night
Three Dog Night was een Amerikaanse rockband, geformeerd in 1967. De band had tussen 1969 en 1975 21 Billboard Top 40-hits, waarvan drie nummer één. Three Dog Night nam veel nummers op die waren geschreven door externe songwriters en ze hielpen het reguliere publiek kennis te laten maken met schrijvers als Paul Williams (An Old Fashioned Love Song) en Hoyt Axton (Joy to the World). De band zong songs van Randy Newman (Mama Told Me Not To Come), Laura Nyro (Eli's Coming), Hoyt Axton (Joy To The World, Never Been In Spain), Elton John en Bernie Taupin (Lady Samantha), John Lennon en Paul McCartney (It's For You), Leo Sayer (The Show Must Go On), Russ Ballard (Liar) en Harry Nilsson (One). Een groot succes voor de band was de interpretatie van de Hair-klassieker Easy To Be Hard.

## Oprichting en leden
- Danny Hutton[4] (zang)
- Chuck Negron[5] (zang)
- Cory Wells[6] (zang) († 2015)
- Michael Allsup (gitaar)
- Floyd Sneed[7] (drums) († 2023)
- Joe Schermie[8] (bas) († 2002)
- Jimmy Greenspoon[9] (keyboards) († 2015)

De band telde zeven leden, waaronder drie zangers en twee toetsenisten. De band werd ondersteund door Brian Wilson van The Beach Boys. Oorspronkelijk heette de band Redwood.

## Geschiedenis

### Achtergrond
De drie vocalisten Danny Hutton (die zijn start kende bij Hanna-Barbera Records in 1964), Chuck Negron en Cory Wells (die een platencontract binnenhaalde bij Dunhill Records) kwamen voor het eerst samen in 1967. Aanvankelijk droegen ze de naam Redwood en maakte enkele opnamen met Brian Wilson terwijl The Beach Boys aan het album Wild Honey werkten.
Redwood was even klaar om een van de eerste artiesten te worden die een contract tekenden bij Brother Records van The Beach Boys. Brian probeerde een album voor Redwood te produceren, maar na de opname van drie nummers, waaronder Time to Get Alone en Darlin', werd dit gebaar tegengehouden door zijn bandleden, die wilden dat Brian zich zou concentreren op de contractuele verplichtingen van The Beach Boys. Volgens Negron, als gevolg van de commerciële mislukking van Smiley Smile en Brians tanende inzet voor zijn band, wilden de andere Beach Boys Brians immense songwriting en producerende talenten strikt gebruiken om hun eigen carrière te verbeteren. Negron merkte toen op dat hij hetzelfde zou hebben gedaan als hij in de positie van The Beach Boys was geweest.
Kort na het opgeven van de naam Redwood in 1968, huurden de vocalisten een groep achtergrondmuzikanten in, Ron Morgan op gitaar, Floyd Sneed op drums, Joe Schermie van de Cory Wells Blues Band op bas en Jimmy Greenspoon op keyboards en namen al snel de naam Three Dog Night aan. Morgan verliet de band voordat het eerste album werd opgenomen en trad vervolgens toe tot The Electric Prunes. Michael Allsup werd snel aangeworven om Morgan op gitaar te vervangen.

### 1968-1972
Three Dog Night maakte zijn officiële debuut in 1968 op het Whiskey a Go Go-persfeest, georganiseerd door Dunhill Records. Ze waren nog bezig met het maken van hun eerste album Three Dog Night, toen ze de lovende reacties van het hyperkritische publiek hoorden. Het album Three Dog Night was een succes met de hitnummers One, Try A Little Tenderness en Nobody en hielp de band erkenning te krijgen en een van de meest succesvolle concertacts van hun tijd te worden. In december 1972 organiseerde Three Dog Night de eerste New Year's Eve-special van Dick Clark, die toen de naam Three Dog Night's New Year's Rockin' Eve heette.

### 1973-1976
In 1973 spande Three Dog Night een rechtszaak aan van $ 6 miljoen tegen hun voormalige boekingsagent American Talent International (ATI), omdat ze in de media bleven adverteren dat de band nog steeds bij hun bureau was, terwijl ze in feite hadden getekend bij William Morris Agency in oktober 1972. Andere schadevergoedingen werden geëist omdat ATI aanbetalingen had gedaan voor het boeken van Three Dog Night, die zij niet langer vertegenwoordigden.
Joe Schermie vertrok begin 1973 vanwege problemen die schijnbaar onoplosbaar waren. Zijn vervanger was Jack Ryland in 1973 en de band werd toen een achtkoppige band met de toevoeging van de tweede toetsenist Skip Konte (ex-Blues Image) eind 1973. Eind 1974 vertrokken Allsup en Sneed om de nieuwe band SS Fools te formeren met Schermie en Bobby Kimball van Toto. Nieuwe gitarist James Smitty Smith en drummer Mickey McMeel werden aangeworven, maar in 1975 werd Smith vervangen door Al Ciner van Rufus en The American Breed en Ryland door Rufus-bassist Dennis Belfield. Mickey McMeel zou later meespelen als Turkey, de drummer van Kaptain Kool & the Kongs in de kindertelevisieserie The Kroft Super Show.
In 1973 was Danny Hutton regelmatig ziek en had hij geelzucht ontwikkeld door onophoudelijk en ongecontroleerd drugsgebruik. De band werd gedwongen een geregistreerde verpleegster in te huren om Hutton vitamine B12-injecties toe te dienen en voor hem te zorgen, zodat de band kon blijven toeren. Voor de albums Cyan, Hard Labor en Coming Down Your Way kwam Hutton niet opdagen voor veel van de opnamesessies en zou hij slechts lang genoeg aanwezig zijn om één nummer op te nemen. Cory Wells kreeg genoeg van zijn frequente afwezigheid en Hutton werd eind 1975 uit de band ontslagen. Hij werd vervangen door Jay Gruska.
Uren voor het eerste concert van hun tournee in 1975, werd Chuck Negron gearresteerd voor het bezit van verdovende middelen, maar werd al snel vrijgelaten op een borgsom van $ 10.000.
Coming Down Your Way, uitgebracht in mei 1975, verkocht niet goed in de Verenigde Staten, waarschijnlijk als gevolg van slechte promotie en de groeiende populariteit van discomuziek. Teleurgesteld hierdoor, besloot de band dat Til The World Ends de enige single van het album zou zijn, wat uiteindelijk de laatste Billboard Hot 100 Top 40-hit van de band zou worden.
Jay Gruska toerde met de band om hun laatste album American Pastime, dat in maart 1976 werd uitgebracht te promoten. Toch verkocht het album om dezelfde redenen als voorheen niet goed. Echter, de enige single van het album Everybody's a Masterpiece werd een Adult Contemporary-hit. Het voormalig Rufus-bandlid Ron Stockert werd aangeworven als tweede toetsenist, nadat Konte in de eerste helft van 1976 was vertrokken. De band speelde hun laatste show in het Greek Theatre in Los Angeles op 26 juli 1976.

### 1981-1990
In 1981 werd Three Dog Night herenigd en bracht het op ska geïnspireerde It's a Jungle in 1983 uit bij het kleine Passport Records, dat wat airplay vergaarde in het new wave-circuit. De ep werd niet verkocht nadat Passport failliet ging. Op de reünie waren alle oorspronkelijke leden te zien, behalve Joe Schermie, die tot 1982 werd opgevolgd door Mike Seifrit en vervolgens door Richard Grossman, die tot 1984 bleef. De twee gitaristen Paul Kingery en Steve Ezzo speelden af en toe met de band mee voor Allsup op data die hij tussen 1982 en 1984 niet kon maken. Ezzo verving Allsup toen hij eind 1984 vertrok om enkele persoonlijke en familiezaken te regelen. Tegelijkertijd werd Sneed uit de band gelaten. Begin 1985 viel toetsenist Rick Seratte (voorheen van Poco en later bij Whitesnake en anderen) in voor de zieke Greenspoon en de band ging op pad met een herziene bezetting met Seratte, Steve Ezzo, bassist Scott Manzo en drummer Mike Keeley. De band toerde in 1985, maar eind 1985 moest Negron weer in een afkickkliniek. Seratte verliet de band om andere aanbiedingen te volgen en Greenspoon voegde zich eind 1985 weer bij de band met Negron en toerde weer met de band.
In december 1985, na een terugval in zijn drugsverslaving, werd Negron ontslagen, en de band ging verder met Wells en Hutton als frontman van de band en Paul Kingery werd teruggehaald op gitaar om de vocale harmonieën van Negron te coveren. In 1986 was hun nummer In My Heart te horen/zien in Robotech: The Movie.
Meer personeelswisselingen deden zich voor toen gitarist T.J. Parker en zanger en bassist Gary Moon Kingery en Manzo in 1988 vervingen, en in 1989 zelf werden vervangen door Mike Cuneo en Richard Campbell. Allsup keerde terug naar de band om Cuneo te vervangen in het voorjaar van 1991. Negron ging naar de afkickkliniek, maar keerde niet terug naar de band. Pat Bautz volgde Keeley op als drummer in 1993.
In 1993 trad Three Dog Night op voor The Family Channel-show Spotlight on Country, gefilmd in Myrtle Beach, South Carolina. Kingery keerde terug naar de band als hun bassist in 1996 na Campbell's vertrek.

### 2000-2012
De oorspronkelijke bassist Joe Schermie overleed op 26 maart 2002. In mei 2002 bracht de band Three Dog Night uit met The London Symphony Orchestra. Het album werd opgenomen in Los Angeles en in Londen in de Abbey Road Studios en bevat de twee nieuwe nummers Overground en Sault Ste. Marie. Ze brachten in mei 2002 ook de dvd Three Dog Night Live With the Tennessee Symphony Orchestra uit van een gefilmd symfonie-optreden uit 2000. In de zomer van 2004 keerde bassist Scott Manzo uit de jaren 1980 even terug om in te vallen voor Paul Kingery.
In oktober 2004 bracht Three Dog Night The 35th Anniversary Hits Collection uit met het London Symphony Orchestra. Het album bevat liveversies van Eli's Coming, Brickyard Blues, Try a Little Tenderness en Family of Man. In augustus 2008 brachten ze de compilatie Three Dog Night Greatest Hits Live uit van niet eerder uitgegeven liveopnamen van concerten in Frankfurt en Edmonton en Londen in 1972 en 1973. Op 24 oktober 2009 brachten ze de drie nieuwe nummers Heart of Blues, Prayer of the Children en Two Lights In The Nighttime uit. Ze brachten twee nieuwe nummers uit op hun 35th Anniversary Hits Collection met het London Symphony Orchestra.

### 2012-heden
In de zomer van 2012 werd gitarist Allsup opgenomen in het ziekenhuis vanwege een darmaandoening, waardoor Kingery gedwongen werd terug te gaan naar gitaar, terwijl Danny's zoon Timothy Hutton bas speelde. Dit gebeurde opnieuw in de zomer van 2015 toen Allsup gedwongen werd enkele shows te missen. Op 11 maart 2015 overleed Jimmy Greenspoon op 67-jarige leeftijd aan kanker. Zijn plaats op de keyboards werd ingenomen door Eddie Reasoner, die de plaats eerder had ingenomen toen hij midden 2014 ziek werd.
Op 21 oktober 2015 overleed Cory Wells in zijn huis in Dunkirk op 74-jarige leeftijd. In november 2015 kondigde de band aan dat zanger David Morgan met hen mee zou gaan op reis. Hij was lid van The Association. In april 2017 verving Howard Laravea Eddie Reasoner op keyboards. Hij was voorheen bij Frankie Valli & the Four Seasons.
Toen Three Dog Night in augustus 2021 begon met toeren, was dat zonder Michael Allsup, die werd vervangen door Tim Hutton op bas. Paul Kingery ging terug over naar gitaar. Danny Hutton heeft tijdens concertoptredens verklaard dat Three Dog Night een nieuw album aan het opnemen is, alvorens hun nieuwe nummer Prayers of the Children uit te voeren.

## Overlijden
Bassist Joe Schermie overleed in 2002. Op 11 maart 2015 overleed toetsenist Jimmy Greenspoon op 67-jarige leeftijd aan de gevolgen van kanker. In hetzelfde jaar volgde hem de 73-jarige zanger Cory Wells op 20 oktober in Dunkirk.

## Onderscheidingen
Three Dog Night ontvingen voor de muziekverkoop in de Verenigde Staten 19 Gouden Platen en twee Platina Platen. Ze hadden 21 top 40-hits.

## Discografie

### Singles
- 1969: One
- 1970: Mama Told Me (Not To Come)
- 1971: Joy To The World
- 1971: An Old Fashioned Love Song
- 1972: Black & White
- 1973: Shambala
- 1974: The Show Must Go On

### Albums
- 1969: Three Dog Night
- 1969: Suitable for Framing
- 1969: Captured Live at the Forum
- 1970: It Ain't Easy
- 1970: Naturally
- 1971: Golden Bisquits
- 1971: Harmony
- 1972: Seven Separate Fools
- 1973: Cyan
- 1973: Around the World With Three Dog Night
- 1974: Hard Labor
- 1974: Joy to the World: Their Greatest Hits
- 1975: Coming Down Your Way
- 1976: American Pastime
- 1982: The Best of Three Dog Night
- 1983: It's a Jungle
- 1993: Celebrate: The Three Dog Night Story, 1965–1975
- 2002: Live With the Tennessee Symphony Orchestra [DVD]
- 2004: The Complete Hit Singles [CD]
- 2012: Best Of/20th Century Masters Millennium Collection

### NPO Radio 2 Top 2000
Van Three Dog Night stond alleen Mama told me not to come in 1999 in de NPO Radio 2 Top 2000, op plek 1976.